# Río Judún
El río Judún (del ruso: Худун) es un río de Rusia que fluye por la república de Buriatia, en Siberia oriental. Es un afluente del río Uda por la orilla izquierda, por lo que es un subafluente del Yeniséi a través del Uda, el Selengá, el lago Baikal y el río Angará.

## Geografía
La cuenca hidrográfica del Judún tiene una superficie de 7.800 km². Su caudal medio en la desembocadura es de 12.7 m³/s.
El río nace en la vertiente noroccidental del macizo de los montes Yáblonoi en Buriatia. La fuente se encuentra a unos 40 km al norte de la ciudad de Mogzon (en el ferrocarril Transiberiano, y a 120 km al oeste de la ciudad de Chitá, capital del krai de Zabaikalie. Después de su nacimiento, el río discurre globalmente en dirección oeste por la parte meridional de la meseta del Vitim. Tras haber recorrido unos 150 km, el río traza una gran curva en dirección al norte. Acaba desembocando en el Uda a la altura de la localidad de Jorinsk.
El Judún permanece helado generalmente desde la segunda quincena de octubre o la primera de noviembre, hasta finales del mes de abril o el comienzo del mes de mayo.
El río presenta sus crecidas anuales en verano, de mayo a septiembre. El periodo de estiaje se desarrolla en invierno.
En su curso, el río no pasa por centros urbanos de relevancia, aunque se puede nombrar a Mijáilovka, Mogsojon y Jorinsk.

## Hidrometría - Caudal mensual en Jorinsk
El caudal del Judún ha sido observado durante 40 años (de 1946 a 1987 en Jorinsk, pequeña localidad situada a la altura de su desembocadura en el Uda, a 650 m de altura.
El caudal anual medio observado en Jorinsk fue de 12.7 m³/s para la tptalidad de la cuenca hidrográfica. La lámina de agua que se vierte en esta cuenca es de 51 mm, que puede considerarse como mediocre.
El río es alimentado no solo por la fusión de las nieves de invierno, sino también por la precipitaciones de verano y otoño. Su régimen es por tanto pluvio-nival.
Las crecidas se desarrollan de primavera a finales de verano, del mes de mayo al mes de septiembre con una cumbre bien marcada en mayo, ligada a la fusión de las nieves. En junio el caudal baja y se estabiliza durante todo el verano, debido a las lluvias estivales. Se constata un cierto realce en agosto-septiembre, debido al máximo de las lluvias en la región. En el mes de octubre y sobre todo noviembre, el caudal del río baja rápidamente, lo que constituye el inicio del periodo de estiaje. Este tiene lugar de noviembre a abril y corresponde al intenso invierno siberiano.
El caudal medio mensual observado en marzo (mínimo de estiaje) es de 0.54 m³/s, lo que representa menos del 2% del caudal medio del mes de mayo 31.5 m³/s, lo que subraya la amplitud extremadamente elevada de las variaciones estacionales. Estas diferencias pueden ser incluso más importantes a lo largo de los años: en los 40 años del periodo de observación, el caudal mensual mínimo fue de 0.00 m³/s en varias ocasiones de enero a marzo, mientras que el caudal máximo fue de 94 m³/s en junio de 1964.
En lo que concierne al periodo libre de hielos (de junio a septiembre incluido), el caudal mínimo observado fue de 6.18 m³/s en septiembre de 1989.
Caudal medio mensual (en m³/seconde) medido en la estación hidrométrica de Jorinsk
Datos calculados en 40 años